# Medalha de Ushakov

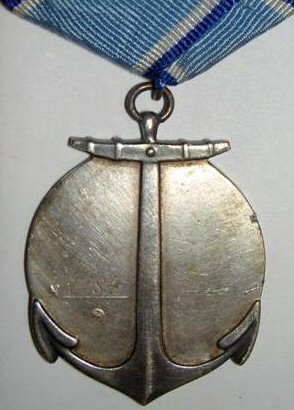
Reverso da Medalha de Ushakov

A Medalha de Ushakov (em russo: Медаль Ушакова; romaniz.: Medal’ Ushakova) foi uma condecoração estatal da URSS nomeada em honra  do almirante Fiodor Ushakov. Foi instituída originalmente pelo Decreto do Presidium do Soviete Supremo da URSS em 3 de março de 1944, "Sobre o estabelecimento das medalhas militares: Medalha de Ushakov e Medalha de Nakhimov". O projeto da medalha foi elaborado pelo arquiteto M. A. Shepilevsky.

## História
A Medalha de Ushakov foi uma condecoração estatal da Federação Russa, preservada do sistema de premiações da URSS após 1991. Foi instituída originalmente pelo Decreto do Presidium do Soviete Supremo da URSS em 3 de março de 1944, em homenagem ao almirante russo Fiodor Ushakov, que jamais perdeu uma batalha e é considerado padroeiro da Marinha Russa.
Durante o período soviético, a medalha era concedida a marinheiros, soldados, sargentos, suboficiais e oficiais subalternos da Marinha Soviética, da Infantaria Naval e de unidades navais das Tropas de Fronteira da KGB — por bravura e coragem demonstradas em teatros navais de guerra, na proteção das fronteiras marítimas da URSS e no cumprimento de deveres militares com risco de vida.
Em 1980, seu estatuto foi alterado para permitir condecorações também em tempos de paz. A única exceção anterior a essa mudança foi a concessão da medalha, em outubro de 1961, ao capitão de 2ª classe Nikolai Shumkov, comandante do submarino B-130 que realizou o primeiro teste de torpedo nuclear soviético.
Estima-se que entre 14.000 e 16.000 Medalhas de Ushakov tenham sido entregues entre 1944 e a dissolução da União Soviética em 1991.
Após o fim da URSS, a medalha foi mantida pela Federação Russa por meio do Decreto Presidencial nº 442, de 2 de março de 1994, com o mesmo design básico. Seu estatuto foi posteriormente modificado pelos Decretos Presidenciais nº 19, de 6 de janeiro de 1999, e nº 1099, de 7 de setembro de 2010.

## Estatuto moderno
A Medalha de Ushakov é concedida a soldados e marinheiros da Marinha e do Serviço de Guarda de Fronteira do Serviço Federal de Segurança da Federação Russa por bravura e coragem demonstradas na defesa da pátria e dos interesses públicos da Federação Russa em teatros navais de operações militares, na proteção das fronteiras marítimas do país, no cumprimento de missões de combate naval a bordo de embarcações da Marinha ou do Serviço de Guarda de Fronteira do Serviço Federal de Segurança da Federação Russa, durante exercícios e manobras, bem como no desempenho exemplar no treinamento de combate naval, mesmo sob risco de vida.
De acordo com a ordem de precedência da Federação Russa, a Medalha de Ushakov deve ser usada no lado esquerdo do peito, imediatamente após a Medalha de Suvorov.

## Descrição
A Medalha de Ushakov é confeccionada em prata 925 e possui formato circular com 36 mm de diâmetro, com uma borda em relevo. No anverso, traz ao centro o busto em relevo do almirante Fiodor Ushakov, voltado para a frente, cercado por um contorno de pontos em relevo. Ao redor da borda superior está inscrita, em letras em relevo, a expressão "ALMIRANTE USHAKOV" («Адмирал Ушаков»; ADMIRAL USHAKOV), com uma estrela separando as palavras. Na parte inferior do busto, encontram-se duas ramagens de louro cruzadas por uma fita. O círculo da medalha é sobreposto a um âncora naval, com as hastes e o arganel visíveis na parte superior, e o cepo e os braços na parte inferior.
O reverso da medalha é liso, exceto pela âncora inteiramente visível e pelo número de série da condecoração, localizado ao lado da letra “N”. Abaixo do número, há a marca do fabricante. Durante o período soviético, o número era posicionado do lado direito da âncora.
A medalha é presa por uma pequena corrente metálica prateada ao passador pentagonal padrão russo, cujos cantos superiores sustentam a corrente através do arganel da âncora. O passador é coberto por uma fita de seda moiré azul-clara de 24 mm de largura, com listras brancas de 2 mm e listras azuis de 1,5 mm nas bordas.

## Destinatários soviéticos (lista parcial)
As seguintes pessoas foram condecoradas com a Medalha de Ushakov:
- Suboficial Eugene Kutyshev (2 condecorações);
- Alexander P. Fedorenko (2 condecorações);
- Vasily Borisov (2 condecorações);
- Eugeniy Kutyshev (2 condecorações);
- Alexander Dmitryevitch Kravchenko;
- Sargento de 1ª classe Gregory Mitrofanovich Davydenko;
- Alexander Portnov;
- A. P. Busarev;
- V. A. Rodik;
- G. I. Titkov;
- Suboficial-chefe Ilya Orlov.

## Destinatários estrangeiros (lista parcial)
Os seguintes indivíduos foram condecorados com a Medalha de Ushakov: 
- Donald Matheson, telegrafista, recebeu a medalha por seu serviço a bordo do HMS Black Prince durante o comboio ártico JW57. Partiu de Liverpool em 20 de fevereiro de 1944 e chegou à Rússia em 28 de fevereiro. Partiu em 2 de março e chegou a Loch Ewe, Escócia, em 10 de março de 1944.

- James Joseph Jones, Fuzileiro Naval Real (HMS Diadem), por seu serviço em 10 comboios russos de 1943 a 1945.
- Kenneth Kittinger, suboficial de 2ª classe, participou da rota para Murmansque em 1943–1944 (recebeu a Combat Action Ribbon), Marinha dos EUA.
- James Brown, operador de rádio de 2ª classe, Marinha Mercante, por seu serviço a bordo do SS Empire Galliard em 1942, durante a Operação FB dos comboios árticos.[6]
- Harold Bogigian, operador de rádio de 2ª classe (Marinha dos EUA).
- Delbert Dauenbaugh, sinalizador de 3ª classe (Marinha dos EUA).
- Frederick Henley (Marinha Real), deveria receber a medalha do governo russo, mas o governo britânico negou, por contrariar regras sobre condecorações estrangeiras.[7]

- Kenneth Vessey, suboficial maquinista, serviu no HMS Zambesi e foi condecorado por sua participação nos comboios árticos.